# Consiglio regionale della Lorena
Il Consiglio regionale della Lorena (in francese: Conseil régional de Lorraine) è un ex consiglio regionale che ha amministrato la regione della Lorena dal 1982 al 2015.
Aveva sede nell'antica abbazia di San Clemente, nel quartiere Pontiffroy di Metz. L'Hôtel de Région è uno dei tanti siti occupati dal Consiglio regionale: boulevard de Trèves (edifici militari recentemente ristrutturati), Sainte-Barbe e Blida a Metz (c'è anche un sito a Nancy).
Il suo ultimo presidente è stato il socialista Jean-Pierre Masseret (PS), eletto il  2 aprile 2004.

## Storia
La prima sessione di questo consiglio regionale si è svolta l'11 gennaio 1974 a Metz.

## Appartenenza alla Grande Regione
Il Consiglio regionale della Lorena era anche un membro della cooperazione interregionale transfrontaliera denominata Grande Région, o "Saar-Lor-Lux", che ha riunito:
- per la Francia: il Consiglio regionale della Lorena, lo Stato nella regione della Lorena, i consigli generali di Meurthe e Mosella e Mosella,
- il Lussemburgo,
- per la Germania: i Länder di Saarland e Renania-Palatinato,
- per il Belgio: la regione Vallonia, la Comunità francofona e la Comunità germanofona del Belgio.

## Funzionamento
Per definire le priorità del Consiglio regionale, i funzionari eletti si riunivano almeno una volta al trimestre in sessione plenaria. Successivamente sono stati decisi i principali orientamenti della politica regionale. Il Comitato Permanente decideva tra l'altro sull'assegnazione dei fondi e seguiva l'attualità sotto l'autorità del Presidente. Si teneva una volta al mese e riuniva tutti i rappresentanti eletti del Consiglio regionale. Il presidente e i suoi 15 vicepresidenti formavano l'esecutivo.

### Amministrazione regionale
L'amministrazione regionale era composta da diversi servizi responsabili dell'attuazione e dell'applicazione delle decisioni dell'assemblea regionale e dell'esecutivo.
Si è avvalso di 3.500 agenti, di cui 2.750 dipendenti ATTEE (Adjoints Techniques Territoriaux d'Etablissement d'Enseignement = assistenti tecnici territoriali degli istituti scolastici) presenti nelle scuole superiori, che hanno operato quotidianamente per assicurare buone condizioni di lavoro e di vita agli studenti delle scuole superiori.

### Supporto al progetto Lorena
Al fine di favorire l'emergere di iniziative locali, la Giunta regionale ha istituito sistemi di supporto per fornire una dinamica necessaria alla costruzione del territorio.